# 2003 QB112
2003 QB112, também escrito como 2003 QB112, é um objeto transnetuniano que está localizado no Cinturão de Kuiper, uma região do Sistema Solar. Este corpo celeste é classificado como um cubewano. Ele possui uma magnitude absoluta de 7,2 e tem um diâmetro estimado com 175 km.

## Descoberta
2003 QB112 foi descoberto no dia 26 de agosto de 2003 pelo astrônomo Marc W. Buie.

## Órbita
A órbita de 2003 QB112 tem uma excentricidade de 0,105 e possui um semieixo maior de 43,914 UA. O seu periélio leva o mesmo a uma distância de 39,308 UA em relação ao Sol e seu afélio a 48,520 UA.